# Don't Breathe : La Maison des ténèbres
Série
Don't Breathe 2
(2021)
Pour plus de détails, voir Fiche technique et Distribution.
Don't Breathe : La Maison des ténèbres ou Ne respire pas au Québec (Don't Breathe) est un film d'horreur américain coécrit, coproduit et réalisé par Fede Álvarez, sorti en 2016. Il s'agit du deuxième film du réalisateur Fede Álvarez, après Evil Dead, le remake du film homonyme de Sam Raimi.
Le film suit Rocky, Alex et Money qui sont trois gangsters qui commettent des cambriolages et vendent ensuite les contenus volés. Un jour, ils apprennent qu'un ancien soldat aveugle est en possession de 300 000 dollars dans sa demeure. D'un commun accord, ils décident de s’emparer de la fortune. Ce qui aurait dû s'apparenter à une banale opération de routine prendra pourtant une tournure étonnamment angoissante.

## Synopsis
Rocky, Alex et Money sont trois délinquants de Détroit qui commettent des cambriolages et vendent ensuite les objets volés. Malheureusement, les prix que leur donnent leurs acheteurs ne sont pas très élevés et très insuffisants pour que Rocky puisse quitter Détroit pour aller vivre à Los Angeles avec sa petite sœur et vivre loin de sa mère négligente et cruelle et son petit ami alcoolique et fainéant. Un jour, le trio découvre qu'un vétéran de guerre aveugle possède 300 000 dollars donnés comme signe de condoléances à la suite de la mort de sa fille dans un accident de voiture.
La nuit, les trois amis commencent le cambriolage : ils endorment le chien en lui donnant un morceau de saucisson drogué et le vieil homme avec un gaz soporifique. Malheureusement, Money en pensant que la porte devant lui, contient le pactole, détruit un verrou avec une arme à feu, ce qui a pour effet de réveiller le vieil homme, qui les rejoint dans le salon et tue Money d'une balle dans la joue droite. Horrifiée, Rocky se réfugie dans la buanderie où se trouve le coffre qui renferme l'argent; le vétéran la rejoint pour vérifier que son argent est toujours là et écrit la combinaison sur le digicode, ce qui donne à Rocky le moyen de mémoriser le code et pouvoir récupérer l'argent. Alex la rejoint peu après mais ils ne peuvent pas sortir car l'aveugle a bloqué toutes les issues de la maison. Il trouve leurs trois paires de chaussures laissées dans l'entrée pour faire moins de bruit et comprend que Money n'était pas le seul intrus dans sa maison, surtout quand il découvre que tout l'argent du coffre a été dérobé.
Pour s'enfuir, les deux voyous décident de passer par le sous sol de la maison qui possède une porte vers l'extérieur. Mais une fois en bas, ils découvrent que l'aveugle garde prisonnière Cindy, la meurtrière de sa défunte fille qui a été engrossée par l'aveugle, de manière que l'enfant que Cindy a en elle puisse remplacer la fille de l'aveugle à la naissance. Elle est ligotée à une cloche qui retentit. Ils la libèrent rapidement et ouvrent enfin la porte qui mène à l’extérieur de la maison. Mais le vétéran les attend à l’extérieur et tire par erreur sur Cindy, la tuant sur le coup. Découvrant sa bévue et fou de colère, surtout quand il découvre qu'en tuant Cindy, il a tué son futur enfant remplaçant, il éteint la lumière dans la cave. Il s'ensuit une course poursuite dans le noir, et Rocky et Alex réussissent à ressortir et bloquent la porte de la cave. Ils se rendent ensuite dans la salle de bain mais se retrouvent coincés avec le chien qui s'est réveillé tandis que le vétéran aveugle tente de sortir du sous-sol en défonçant la porte. Rocky, très mince, peut alors s'enfuir par le conduit d'aération de la salle de bain, alors qu'Alex est obligé d'affronter le chien de l'aveugle qui a réussi à entrer dans la salle de bain. En voulant tenter de calmer l'agressivité de l'animal, le chien bondit sur Alex et le défenestre. Alex s'écrase sur la baie vitrée d'une véranda qui donne au rez-de-chaussée. La vitre se fissure petit à petit sans rompre pour autant.
Rocky est poursuivie par le chien qui est entré lui aussi dans le conduit d'aération et elle chute dans un trou du conduit. Se rendant compte qu'Alex est sur le toit de la véranda, l'aveugle tire avec son revolver dans la vitre, faisant chuter Alex dans un atelier. Il s'ensuit un corps à corps où Alex a pendant un temps l'avantage, en frappant l'aveugle avec un marteau et réussit à le désarmer quand l'aveugle semble être paniqué par la moindre source de bruit mais l'aveugle reprend l'avantage en arrêtant une machine à laver qu'Alex avait involontairement activée en voulant se défendre contre l'aveugle et réussit à maîtriser Alex mais ce dernier échappe de peu à la mort alors que l'aveugle pense le transpercer avec un énorme sécateur. L'aveugle capture ensuite Rocky et l'étrangle, et la jeune fille se retrouve attachée au même endroit que Cindy. C'est là que l'aveugle lui explique que Cindy attendait son enfant : abattu par la mort de sa fille, l'aveugle l'avait inséminé avec son sperme pour avoir un autre enfant. Comme il a abattu Cindy à cause d'eux, c'est à Rocky de remplir cette tâche. Rocky se débat et c'est alors qu'Alex toujours en vie, parvient à assommer le vieil homme. Il libère Rocky, attachent le vieil homme au mur et s'enfuient.
Cependant, l'aveugle se libère rapidement, les rejoint et abat Alex avec son Colt Python avant qu'il ne parvienne à s'enfuir. Rocky s’échappe vers la voiture du groupe, poursuivie par le chien. Après avoir rejoint la voiture, elle réussit à enfermer le chien à l'intérieur, mais elle est à nouveau capturée par l'aveugle. Une fois de retour dans la maison, elle parvient à faire sonner l'alarme, à récupérer l'argent et à s'enfuir avant que la police ne fasse son apparition. Se rendant compte qu'il risque gros en ayant séquestré Cindy, dont il a dissimulé le corps en le coulant sous du béton, le vieil homme ne dénonce pas Rocky et utilise son expérience et sa notoriété en tant qu'ancien soldat pour se faire passer pour un héros qui a réussi à tuer les cambrioleurs venus le dépouiller. Rocky, avec le magot du soldat aveugle, finit par réaliser son rêve de partir en Californie avec sa petite sœur.

## Fiche technique
- Titre original : Don’t Breathe
- Titre provisoire : A Man in the Dark
- Titre français : Don’t Breathe : La Maison des ténèbres
- Titre québécois : Ne respire pas
- Réalisation : Fede Álvarez
- Scénario : Fede Álvarez et Rodo Sayagues
- Direction artistique : Naaman Marshall
- Décors : Adrien Asztalos et Erick Donaldson
- Costumes : Carlos Rosario
- Photographie : Pedro Luque
- Montage : Eric L. Beason, Louise Ford et Gardner Gould
- Musique : Roque Baños
- Production : Fede Álvarez, Sam Raimi et Robert Tapert
- Sociétés de production : Ghost House Pictures ; Good Universe, Screen Gems Inc. et Stage 6 Films (coproductions)
- Sociétés de distribution : Screen Gems et Stage 6 Films (États-Unis) ; Sony Pictures Releasing France (France)
- Budget : 9 900 000 dollars[1]
- Pays d'origine :  États-Unis
- Langue originale : anglais
- Format : couleur — 35mm — 2.35:1 — son Dolby Digital
- Genres : horreur, thriller
- Durée : 88 minutes
- Dates de sortie :
  - États-Unis : 12 mars 2016 (Festival international du film South by Southwest) ; 26 août 2016 (nationale)
  - Québec : 3 août 2016 (FanTasia) ; 26 août 2016 (nationale)
  - Belgique, France : 5 octobre 2016
- Classification : Interdit aux moins de 16 ans lors de sa sortie en France.

## Distribution
- Stephen Lang (VF : Jean-Bernard Guillard ; VQ : Éric Gaudry) : l'aveugle
- Jane Levy (VF : Karine Foviau ; VQ : Mylène Mackay) : Rocky
- Dylan Minnette (VF : Gauthier Battoue ; VQ : Alexandre Bacon) : Alex
- Daniel Zovatto (VF : Valentin Merlet ; VQ : Jean-Philippe Baril Guérard) : Money
- Franciska Töröcsik : Cindy
- Emma Bercovici (VF : Kaycie Chase) : Diddy

 Version française réalisée par la société de doublage Dubbing Brothers, sous la direction artistique de Marie-Eugénie Maréchal, avec une adaptation de dialogues de Bob Yangasa.
Sources et légende : version française (VF) sur RS Doublage et selon le carton de doublage. Version québécoise (VQ) sur Doublage.qc.ca

## Production

### Genèse et développement
Fede Álvarez a noté que faire ce film est en quelque sorte une réponse à son premier film Evil Dead, un remake que les critiques décrivent comme « trop sanglant », et trop focalisé à choquer les spectateurs. Le réalisateur a alors décidé de faire Don't Breathe une histoire originale à contrario moins sanglante et mettant l'accent sur le suspense. Il voulait également éviter de faire un film traitant du surnaturel, qu'il juge trop à la mode. Quant au choix de l'aveugle, Fede Álvarez explique que « parfois, vous pensez leur donner naturellement des pouvoirs les rendant alors plus menaçants qu'une personne normale, donc nous avons pensé faire l'inverse, et lui prendre ses yeux et faire de lui une personne aveugle ». Il a appelé le film « exercice de retournement », notant que le film subvertit délibérément les tropes tels que la maison « une belle maison dans une rue effrayante », là où l'inverse est plus courant. Cela justifie également son choix de raconter une histoire d'invasion de domicile du point de vue des voleurs.

### Attribution des rôles

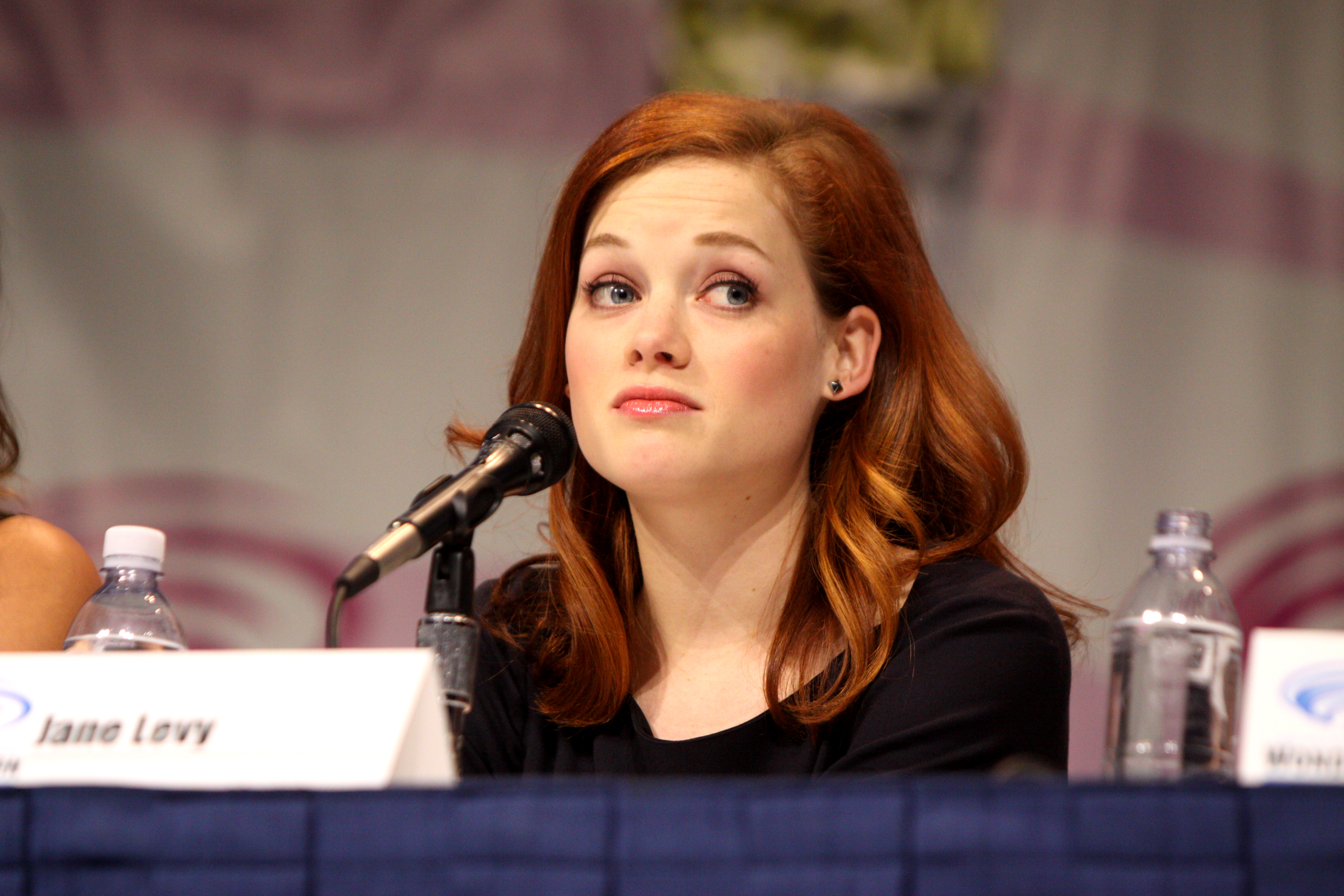
L'actrice principale Jane Levy, qui a déjà collaboré avec le réalisateur Fede Álvarez pour Evil Dead.

Le 1er mai 2015, Daniel Zovatto rejoint le casting. Le 22 mai 2015, Dylan Minnette rejoint le casting, et le 18 juin 2015, Jane Levy et Stephen Lang rejoignent à leur tour le casting.

### Tournage
Le tournage commença le 29 juin 2015. Bien que le film se déroule à Detroit, il a été tourné principalement en Hongrie, seulement quelques vues de Detroit ont été filmées.

## Accueil

### Accueil critique
Le film a été très bien noté par les critiques, Rotten Tomatoes lui accorde une note de 88 %, sur le site Allociné, il reçoit une note de 3,6/5 de la presse basée sur 15 critiques.
Michel Valentin du Parisien écrit : « Très bonne surprise que ce thriller horrifique, qui a fait un carton aux États-Unis et réalisé par Fede Álvarez, jeune metteur en scène uruguayen choisi il y a trois ans par le grand Sam Raimi pour le remake de son mythique Evil Dead ». Matthieu Macheret du Monde ajoute « Un film d'horreur dynamique et labyrinthique ». Simon Riaux d'Écran large souligne : « Série B parfaitement maîtrisée, Don't Breathe est un grand huit où le suspense est roi et ne faiblit jamais ». Emmanuelle Spadacenta de Cinemateaser a trouvé « Un scénario ludique et surprenant, où les rapports de violence ne cessent de s'inverser ». En revanche Fausto Fasulo écrit dans Mad Movies « Efficace, ouais. Mais sinon, c'est quand même un peu con... » et Stéphane du Mesnildot des Cahiers du Cinéma ajoute « Le typage grand-guignolesque annule hélas le beau point de départ : confondre la cécité avec l’idée même d’obscurité. »

### Box-office
| Pays ou région | Box-office      | Date d'arrêt du box-office | Nombre de semaines |
| -------------- | --------------- | -------------------------- | ------------------ |
| États-Unis     | 89 217 875 $    | 22 décembre 2016           | 17                 |
| Québec         | 1 091 582 $     | 2 octobre 2016             | 6                  |
| France         | 320 358 entrées | 2 novembre 2016            | 5                  |
| Total mondial  | 157 100 845 $   | 26 mars 2017               | 30                 |

Au vu du faible budget (9 900 000 de dollars), le film est un énorme succès commercial ayant rapporté 157 millions de dollars dans le monde pour un peu plus 89 millions de dollars sur le sol américain. En France, il a réalisé 320 358 entrées.
Ce succès surprise est en partie dû au bouche à oreille et aux bonnes critiques internationales, exactement comme le précédent film de Fede Álvarez Evil Dead.